# Blåmusslor
Blåmusslor (Mytilidae) är en familj av musslor. Catalogue of Life placerar blåmusslorna som ensam familj i ordningen Mytiloida, medan Dyntaxa placerar familjen i ordningen Pteriomorpha. Enligt Catalogue of Life omfattar familjen 109 arter.

## Släkten inom familjen
Denna alfabetiska lista följer Catalogue of Life:
- Adipicola
- Adula
- Amygdalum
- Aulacomya
- Bathymodiolus
- Benthomodiolus
- Botula
- Brachidontes
- Crenella
- Dacrydium
- Geukensia
- Gigantidas
- Gregariella
- Idasola
- Ischadium
- Lioberus
- Lithophaga
- Megacrenella
- Modiolarca
- Modiolula
- Modiolus
- Musculista
- Musculus
- Mytilus
- Perna
- Rhomboidella
- Septifer
- Solamen
- Stenolena
- Trichomusculus
- Vilasina
- Xenostrobus
- Zelithophaga

## Bildgalleri

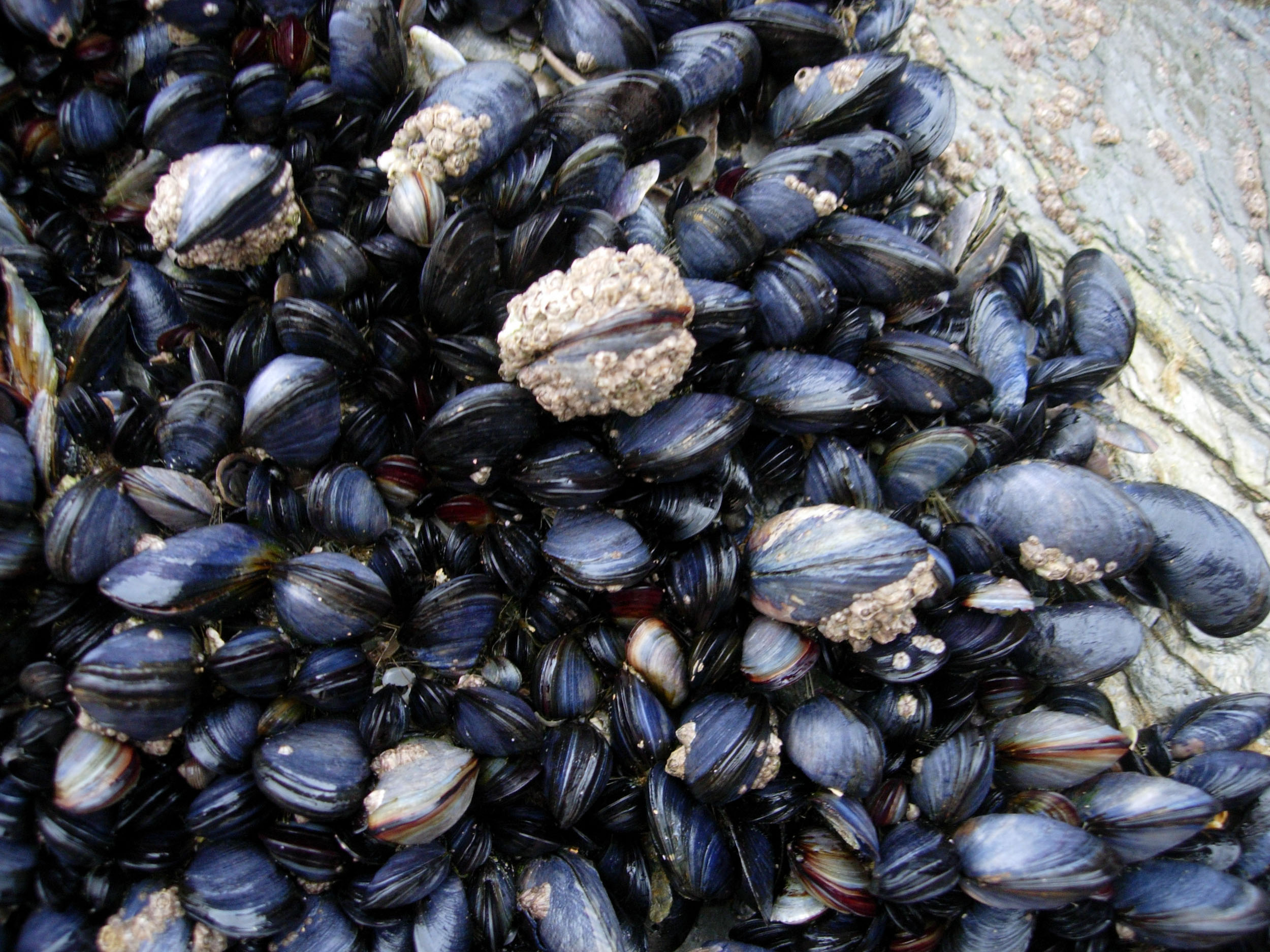
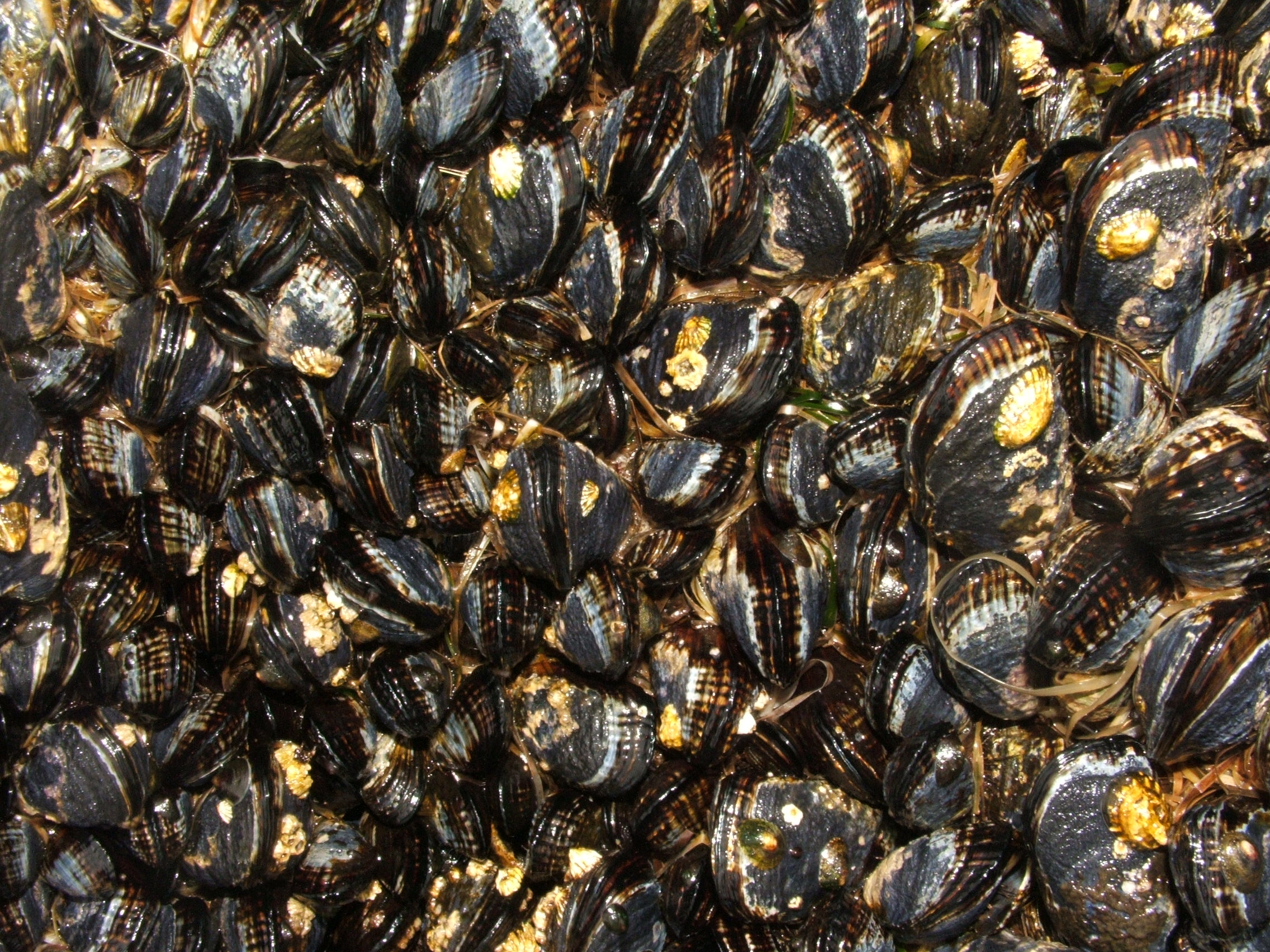
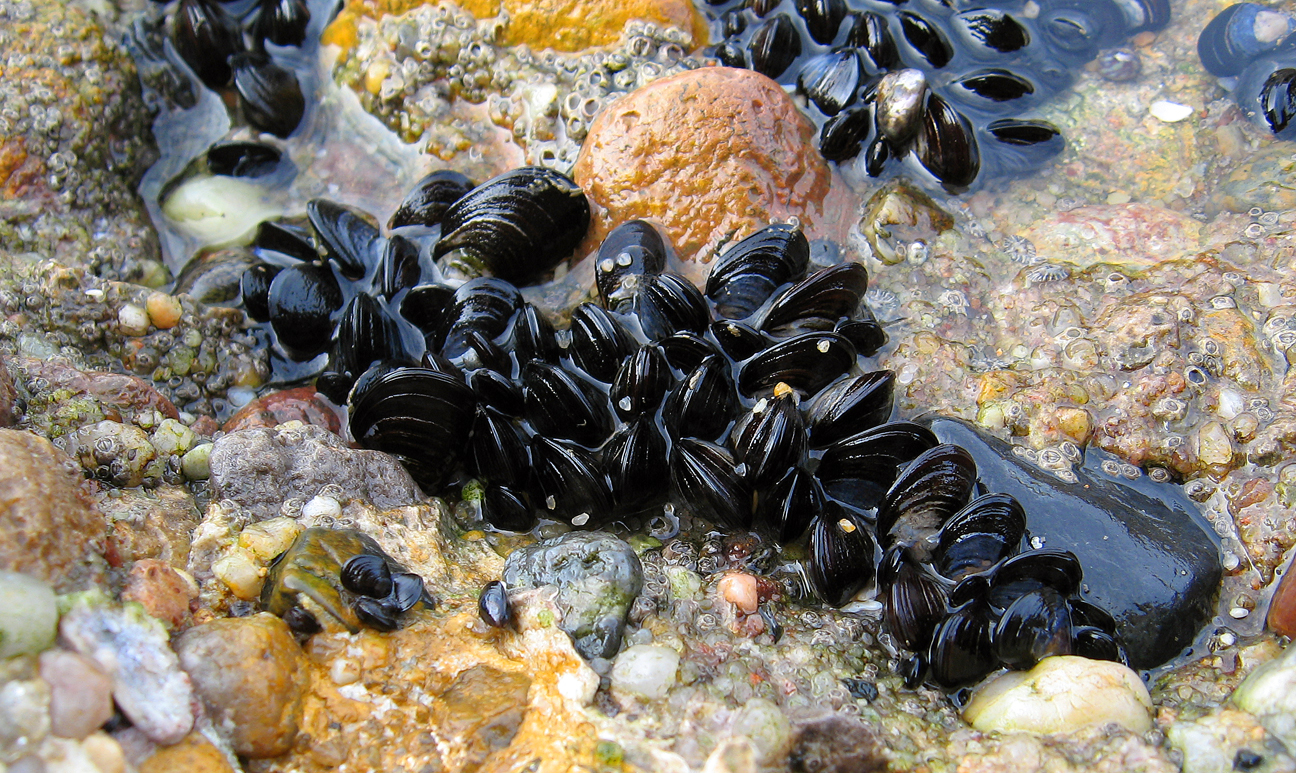
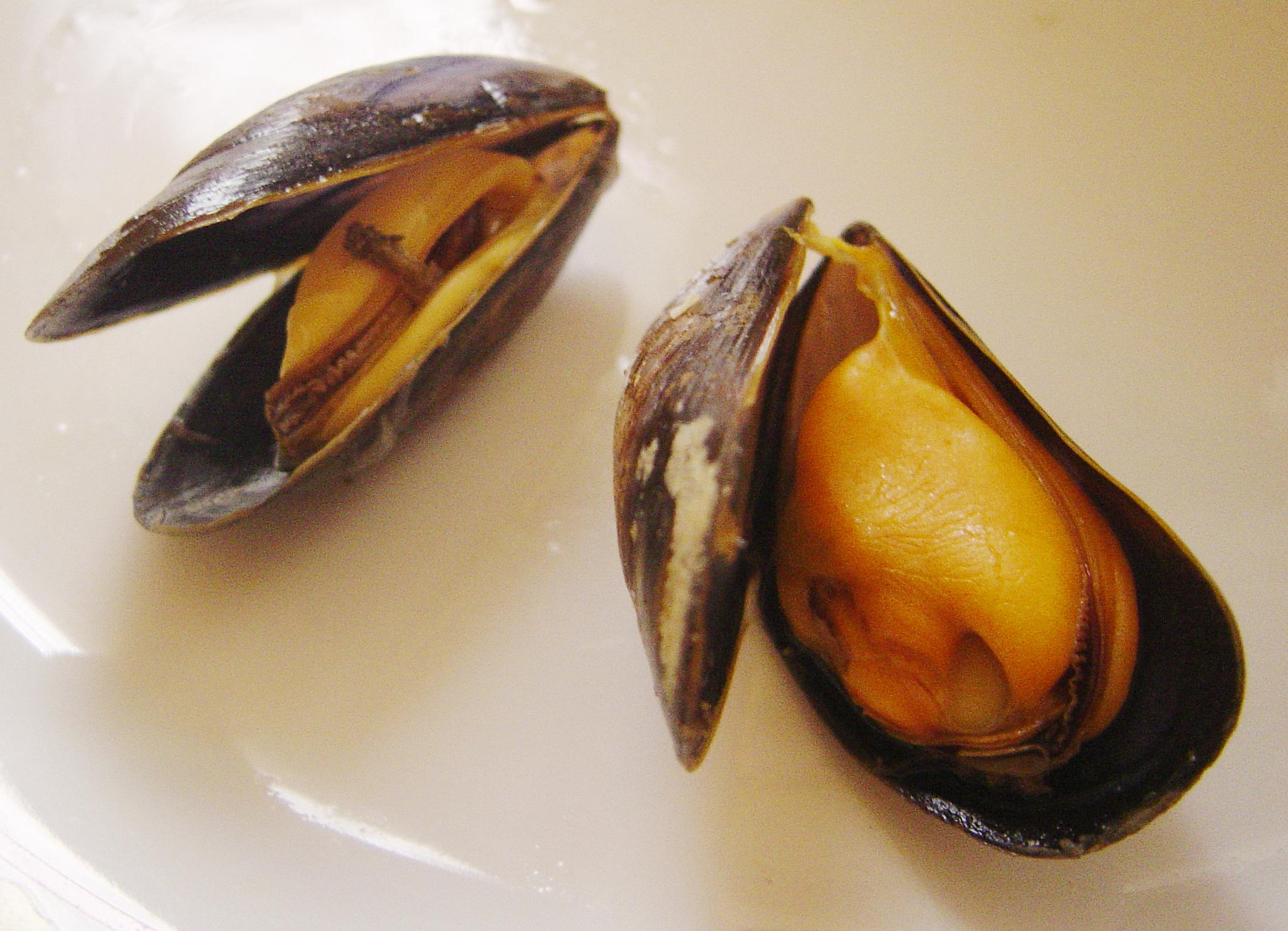
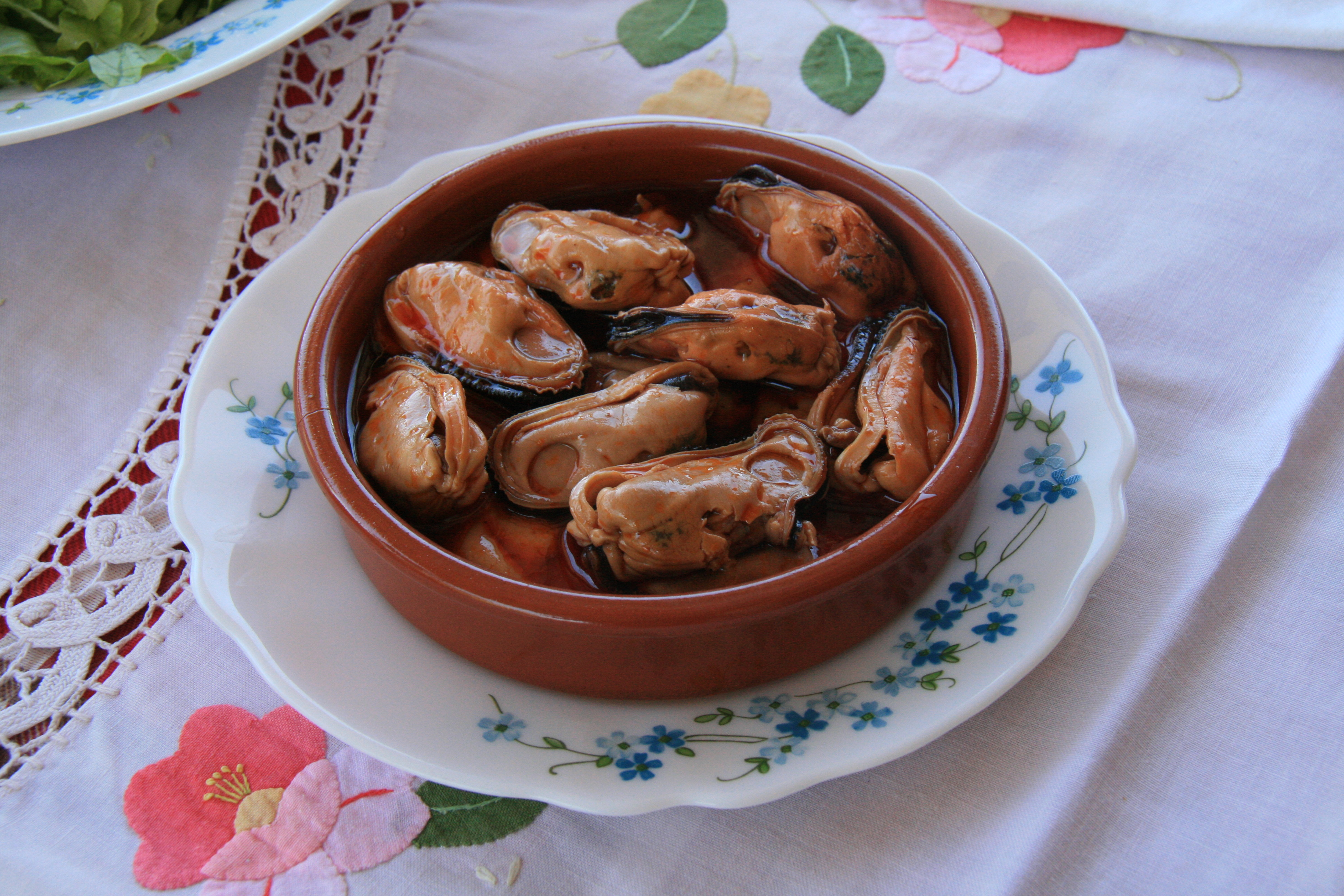
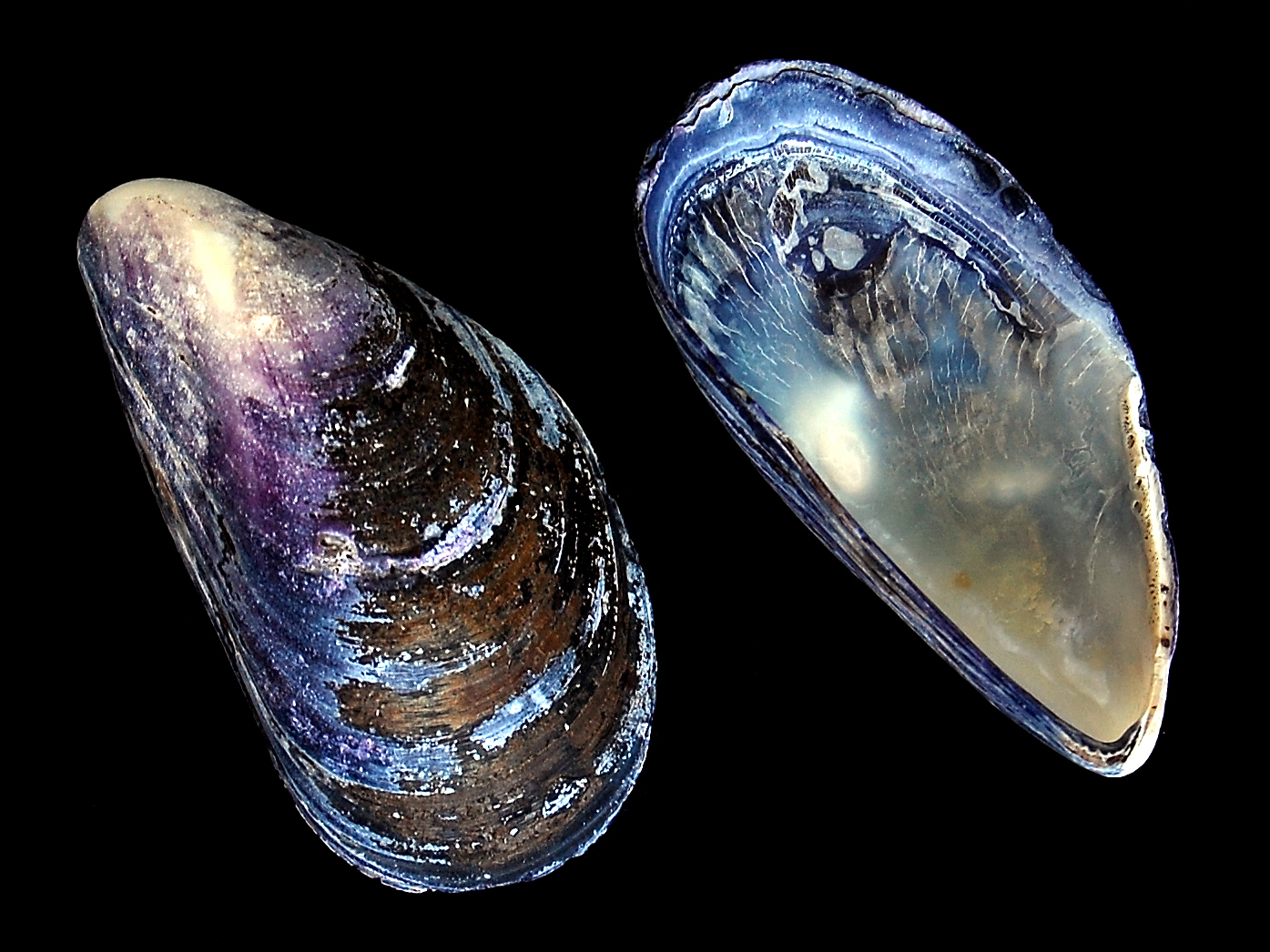